# Ciudad Universitaria de la Universidad Central del Ecuador

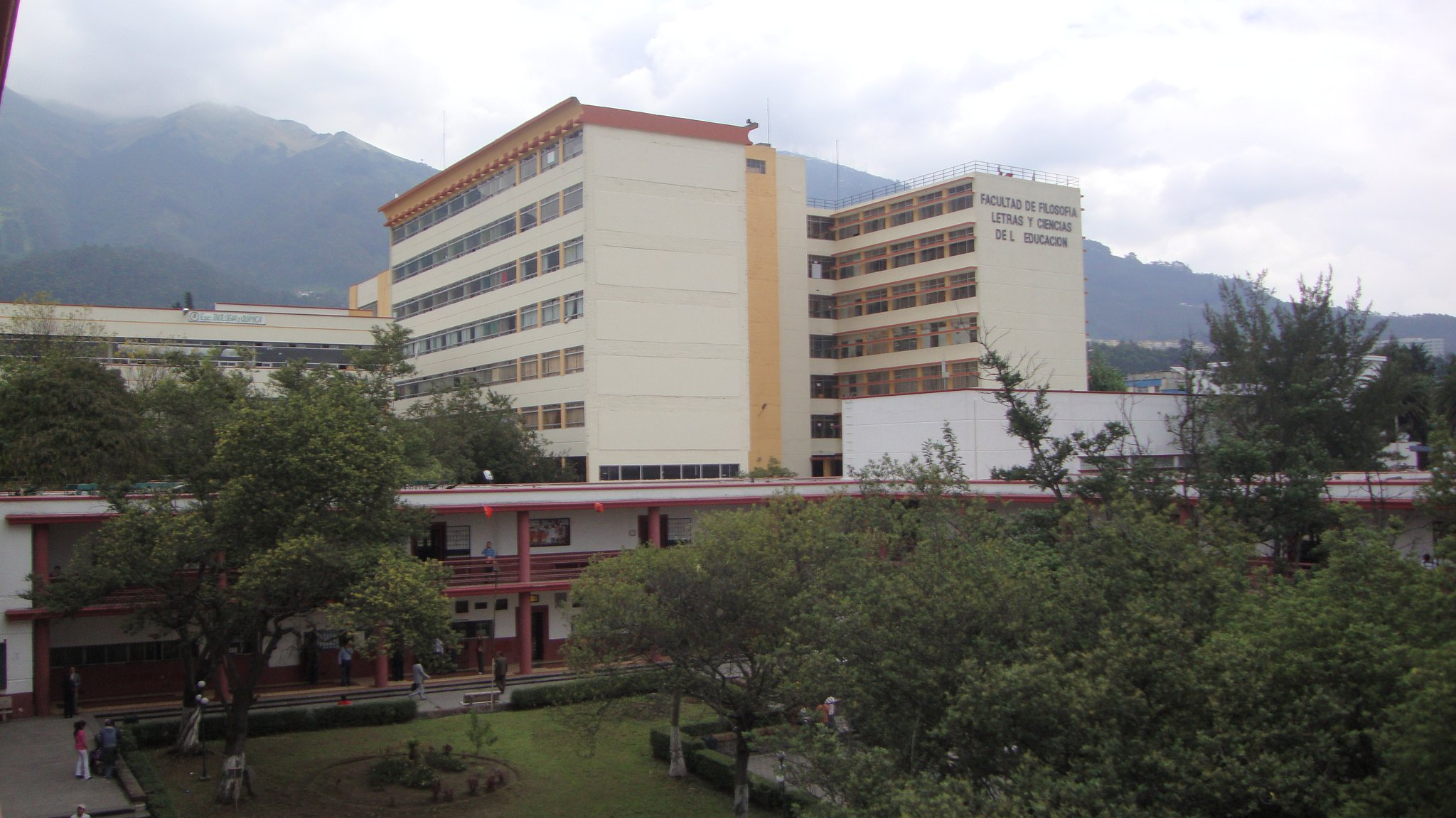
Facultades de Filosofía y Jurisprudencia de la Universidad Central

La ciudadela universitaria o ciudad universitaria de la Universidad Central del Ecuador se ubica en la avenida América al centro-norte de la ciudad de Quito, y comprende un amplio predio en el cual se ubican 14 de las 16 facultades de estudios de la Universidad, el edificio administrativo, el estadio universitario, el coliseo universitario, el teatro, el hospital universitario, y una serie de dependencias universitarias como el instituto de idiomas, la FEUE de Quito, el gimnasio, la editorial universitaria, las áreas deportivas,  etc. 
La ciudadela es obra del magno rector de la Universidad el jurista, catedrático y político Dr. Alfredo Pérez Guerrero, quien ejecutó la construcción de los edificios más emblemáticos de la Ciudadela como la Facultad de Jurisprudencia, o el edificio administrativo, que constan en el inventario de patrimonio cultural del distrito metropolitano de Quito. 
Fue obra del arquitecto uruguayo Gilberto Gatto Sobbral, que planificó y diseñó los inmuebles que hasta hoy sirven a las nuevas generaciones de estudiantes, entre 1945 y 1950. Actualmente consta con decenas de inmuebles equipados para la enseñanza en las carreras que ofrece la universidad. En la ciudadela universitaria no se encuentran las Facultades de Ciencias Médicas (la cual se ubica detrás del Hospital Nacional "Eugenio Espejo") y la Facultad de Ciencias Agronómicas.
Fue inaugurada el 10 de febrero de 1952, y constituye uno de los complejos urbanos, más significativos de la ciudad de Quito, destacándose como los primeros ejemplos de la arquitectura modernista del país. El área que ocupa la ciudadela universitaria, se extiende por aproximadamente 36 hectáreas, lo que la convierte en uno de los campus  universitarios más grandes del Ecuador.
En el campus cabe destacar importantes edificios, que forman parte del acervo cultural que posee la Universidad Central del Ecuador, como la Plaza Indoamérica, el edificio administrativo y el teatro universitario, la Facultad de Economía o la Facultad de Jurisprudencia, Ciencias Políticas y Sociales, que alberga el Mural "Historia del Hombre y la Cultura", inaugurado en 1959 por el maestro de las artes plásticas del Ecuador, Oswaldo Guayasamín.
Actualmente la Ciudadela Universitaria forma parte del Inventario del Instituto de Patrimonio Cultural de Quito, por lo que es Patrimonio Cultural Nacional.
- Datos: Q5770734